# Brașov Challenger 2001
Il Brașov Challenger 2001 è stato un torneo di tennis facente parte della categoria ATP Challenger Series nell'ambito dell'ATP Challenger Series 2001. Il torneo si è giocato a Brașov in Romania dal 4 all'8 settembre 2001 su campi in terra rossa.

## Vincitori

### Singolare
Stefano Galvani ha battuto in finale  Iván Navarro con il punteggio di 6–4, 6–1

### Doppio
Amir Hadad /  Lovro Zovko hanno battuto in finale  Ben Ellwood /  Kalle Flygt con il punteggio di 6–1, 4–6, 6–4